# Братя по оръжие (минисериал)
Вижте пояснителната страница за други значения на Братя по оръжие.
„Братя по оръжие“ (на английски: Band of Brothers) е американски минисериал от 10 части, носител на награда „Златен глобус“ и седем награди „Еми“. Съпродуциран е от Стивън Спилбърг и Том Ханкс след успешното им сътрудничество върху „Спасяването на редник Райън“.

## Награди
Сериалът е номиниран за двадесет награди „Еми“, от които печели седем. Печели също „Златен глобус“, „Сателит“, награда на Американския филмов институт и награда на „Гилдията на сценаристите на Америка“ за шести епизод.

## Епизоди
Вижте: Списък с епизоди на Братя по оръжие

## „Братя по оръжие“ в България
В България първото му излъчване е по Нова телевизия от 5 февруари 2007 г. до 20 февруари 2007 г., всяка седмица от понеделник до четвъртък от 22:30. На 5 февруари 2008 г. започват повторения, всеки делник от 23:50 и завършват на 18 февруари. Дублажът е на Арс Диджитал Студио, чието име не се споменава. Ролите се озвучават от артистите Силвия Лулчева, Таня Димитрова, Владимир Пенев, Здравко Методиев, Стефан Сърчаджиев-Съра, Симеон Владов и Ивайло Велчев.
На 30 май 2009 г. започва повторно излъчване по Диема 2, всяка събота и неделя от 20:00 с повторение в неделя и понеделник от 02:00. Първи епизод е разделен на две части. Излъчването му приключва на 4 юли. На 12 септември 2010 г. започва отново, всяка събота и неделя от 08:00 и завършва на 17 октомври. На 21 декември започва още веднъж с разписание от вторник до събота от 05:00 и завършва на 4 януари 2011 г. Дублажът е на студио Доли. Ролите се озвучават от артистите Янина Кашева, Веселин Ранков, Даниел Цочев, Владимир Колев и Христо Чешмеджиев.